# 2018 en Polynésie française
Cet article présente les faits marquants de l'année 2018 en Polynésie française.

## Évènements
- 22 avril et 6 mai : élections territoriales (deux tours). À leur suite, Édouard Fritch est réélu président le 18 mai.
- 26 octobre : En raison d'irrégularités dans ses comptes de campagne lors des élections territoriales, Oscar Temaru, chef du parti indépendantiste Tavini Huiraatira, est déclaré inéligible pour un an par le Conseil d'État et perd son siège à l'Assemblée de la Polynésie française. Le Conseil d'État le reconnaît coupable d'« un manquement délibéré d'une particulière gravité aux règles de financement des campagnes électorales »[1].